# Pseudobatos lentiginosus
A raia-viola-do-atlântico (Pseudobatos lentiginosus) é um peixe cartilagíneo do gênero Pseudobatos da família Rhinobatidae. A cabeça e as babatanas peitorais formam um disco com o feitio de uma pá. A primeira barbatana dorsal tem origem atrás da barbatana pélvica. Esta espécie de pequeno tamanho vive nos leitos arenosos e com limos de águas pouco profundas. Enterra-se na areia ou lama, com o auxílio da cabeça e das barbatanas peitorais. Alimenta-se de moluscos e crustáceos.